# Sara Kovac
Sara Kovac (* 6. September 1997 in Niagara Falls) ist eine kanadische Volleyballspielerin mit serbischen Wurzeln.

## Karriere
Kovac spielte in ihrer Heimatstadt für die Niagara Rapids. 2011 begann sie ihre Ausbildung an der Eden High School in St. Catharines. Während dieser Zeit war sie auch in der Leichtathletik aktiv. Von 2015 bis 2018 studierte sie an der Loyola Marymount University und spielte in der Universitätsmannschaft Lions. Mit der kanadischen Nationalmannschaft nahm sie kanadischen Nationalmannschaft nahm die Diagonalangreiferin an den Panamerikanischen Spiele 2019 teil. Anschließend wechselte sie zum slowenischen Erstligisten Volley Nova Gorica. In der Saison 2019/20 wurde sie sowohl in der nationalen Liga als auch in der MEVZA-Liga punktbeste Spielerin. Außerdem spielte sie mit dem Verein im CEV-Pokal. 2020 wurde Kovac vom deutschen Bundesligisten Schwarz-Weiss Erfurt verpflichtet.